# Neoeucirrhichthys maydelli
Neoeucirrhichthys maydelli är en fiskart som beskrevs av Banarescu och Nalbant, 1968. Neoeucirrhichthys maydelli ingår i släktet Neoeucirrhichthys och familjen nissögefiskar. IUCN kategoriserar arten globalt som livskraftig. Inga underarter finns listade i Catalogue of Life.